# Лепренс, Жан-Батист
Жан-Бати́ст Лепре́нс, Ле Пренс (фр. Jean-Baptiste Le Prince, 17 сентября 1734, Мец — 30 сентября 1781, Сен-Дени-дю-Пор [ныне — Ланьи-сюр-Марн] близ Парижа) — французский живописец, рисовальщик и гравёр стиля рококо.

## Биография
Лепренс был младшим из детей Жана-Батиста Николя Лепренса (Старшего), мастера-резчика и скульптора, и его третьей жены Анны Готье, он был сводным братом известной французской писательницы Жанны-Мари Лепренс де Бомон (1711—1780).
Лепренс учился рисунку и живописи в родном городе Мец (Мозель, северо-восточная Франция). Затем, в 1750 году отправился в Париж, где стал одним из лучших учеников живописцев Франсуа Буше и Жозефа-Мари Вьена. Ранние работы Лепренса в выборе тем, сюжетов и манеры схожи с произведениями его учителей. Подражая Ф. Буше, Лепренс создавал композиции особой разновидности пасторальных «жанровых сцен».
Помимо рисунка и живописи Лепренс экспериментировал в технике гравюры. В истории графики он известен как изобретатель лависа. Пытаясь усовершенствовать приёмы акватинты, Лепренс стал работать непосредственно на пластине кистью, смоченной в слабом растворе кислоты «заливкой», с «растяжками» тона. Такими приёмами можно было воспроизводить в гравюре особенности «заливок сепии и бистра» в рисунке. Дени Дидро отмечал, что про такие изображения, выставленные в Салоне 1769 года, говорили, что они «обманчивы, и их никогда нельзя принять за эффект гравюры». Около 1768 года он стал сочетать штриховой офорт с акватинтой.
В 1752 году Лепренс женился на богатой девице Гипон, которая была почти вдвое старше него. В 1756 году бежал от неё в Италию, a через два года в Россию.
В 1758 году Жан-Батист Лепренс по приглашению графа И. И. Шувалова прибыл в Россию (сначала в Санкт-Петербург, а затем в Москву, где уже находились два его брата и сестра) вместе с группой художников для работы в только что созданной императрицей Елизаветой Петровной Академии художеств. Лепренс прожил в России пять лет, работал в Санкт-Петербурге и Москве, путешествовал по Финляндии, Литве и Сибири (некоторые исследователи считают, что Лепренс добрался только до Казани). Лепренс уехал из России в мае 1762 года, побывав по пути в Лифляндии. Вернулся в Париж в декабре 1763 года с обширной коллекцией рисунков, которые он использовал для картин и гравюр.
В 1765 году Ж.-Б. Лепренса избрали действительным членом Королевской академия живописи и скульптуры в Париже. Среди его известных учеников был Жан Прюдомм. Сестра Ж.-Б. Лепренса была замужем за грамматиком, автором учебника по русскому языку Ж.-Б. Ж. Шарпантье.
В Санкт-Петербургском Эрмитаже хранится шесть картин Ж.-Б. Лепренса.

## Творчество Жана-Батиста Лепренса, связанное с Россией
Лепренс принимал участие в оформлении интерьеров Зимнего Дворца в Санкт-Петербурге. В жилых помещениях императрицы Елизаветы Петровны он создал тридцать девять десюдепортов. По заданию императрицы он отправился в Сибирь для зарисовок «русских типов». По возвращении во Францию он выполнил множество картин и гравюр, изображающих пейзажи, виды городов, характерные типы населения, костюмы, утварь и обычаи. Такая живописная этнография создана Лепренсом в привычном стиле рококо с чертами идеализации и сентиментальности, но именно это обеспечило произведениям художника успех во Франции.
Впоследствии произведения Лепренса из «русской серии» не раз включались в издания, посвящённые истории России, перерабатывались другими художниками, становились источниками знаний о жизни и русском быте в XVIII веке. В Салон 1765 года Лепренс, уже будучи академиком французской Академии художеств, представил пятнадцать картин со сценами из жизни русской деревни, в числе которых были «Русские крестины» (Париж, Лувр), заслужившие восторженную оценку Д. Дидро, и «Колыбель» — картина, которую он с небольшими вариациями неоднократно повторял. Став академиком, Лепренс не изменил русской теме, написал ещё немало живописных композиций «костюмного рода». Он также создал картоны серии из шести шпалер «Русские игры» для шпалерной мануфактуры в Бове (1769—1770).
В офорте он выполнил серию «Зарисовки Москвы» (Сris de Moscou). Всего Лепренс создал около 180 гравюр, из них 82 листа в технике лависа.

## Галерея
- Деревенский пейзаж с детьми, играющими в пруду с утками. 1754. Холст, масло. Музей изящных искусств, Ажен
- Сцена из русского быта. 1764. Холст, масло. Государственный Эрмитаж, Санкт-Петербург
- У хироманта. Ок. 1775. Холст, масло. Государственный Эрмитаж, Санкт-Петербург
- Натурщицы. Офорт Ж. Лонгуэля по картине Лепренса. 1780
- Отдых. 1771. Акватинта, лавис
- Прачки. 1771. Лавис
- Русская колыбель. 1764. Холст, масло. Музей Гетти, Лос-Анджелес
- Колыбель. 1769. Акватинта, лавис
- Шпалера из серии «Русские развлечения». Мануфактура Бове. Картон 1767–1769, ткачество 1771–1772

## Русские типы, костюмы, утварь и обычаи
- Русский интерьер. Бумага, акварель
- Калмык. 1771. Лавис
- Русская крестьянка с коромыслом. 1762. Офорт, лавис
- Русский танец. 1782. Офорт, акватинта
- Камчадал. 1762. Офорт
- Kамчадалы, готовящие рыбу. 1769. Бумага, кисть, перо, тушь
- Битьё батогами. 1765–1766. Офорт